# スパイシーさくら
スパイシーさくら（SPICY SAKURA、1985年5月29日 - ）は、日本のミュージシャン。
バンドSTOCKMANのベーシストおよびボーカリストである。
東京都新宿区出身。